# Catherine Fahringer
Catherine Fahringer (apellido de soltera Compton) (12 de septiembre de 1922 – 12 de diciembre de 2008) fue una activista social y escritora estadounidense que militó por la separación de la Iglesia del Estado en su país de origen.

## Primeros años
Catherine Compton nació en 1922, hija de un militar que fallecería durante la Segunda Guerra Mundial. Contrajo matrimonio con Fred Fahringer, también militar, a principios de la década de 1940; la pareja tuvo un hijo y una hija, quien falleció cuando aún era joven. La pareja vivió en varias partes de Estados Unidos, en Japón y en Francia, y finalmente se estableció en San Antonio.

## Activismo social
En 1988 Fahringer fue una de las co-fundadoras de Freethought Forum, un capítulo de San Antonio, Texas de la Freedom From Religion Foundation (FFRF), junto a Don DeNatale y Jeffrey Levan. Más tarde trabajaría como secretaria de la FFRF.
Sus campañas en Texas incluyeron una protesta contra el Desayuno de Oración Nacional del alcalde de San Antonio en 1991, y una "Manifestación por la razón" (Rally for Reason) en 1994. También trabajó alentando la remoción de los carteles colocados en los aparatos de alumbrado público de la ciudad que contuviesen símbolos religiosos, la oración obligatoria en las escuelas públicas y en las universidades, y luchó para que se retirasen las cabinas de elecciones políticas de las instituciones religiosas. También militaba activamente en proyectos relacionados con problemáticas tales como el aborto y el control de armas.
Fahringer falleció de cáncer de páncreas en diciembre de 2008, a los 86 años de edad.